# Monteith
Monteith är en ort i Australien. Den ligger i kommunen Murray Bridge och delstaten South Australia, omkring 69 kilometer sydost om delstatshuvudstaden Adelaide.
Närmaste större samhälle är Murray Bridge, nära Monteith.
Trakten runt Monteith består till största delen av jordbruksmark. Runt Monteith är det glesbefolkat, med 10 invånare per kvadratkilometer. Genomsnittlig årsnederbörd är 513 millimeter. Den regnigaste månaden är juni, med i genomsnitt 86 mm nederbörd, och den torraste är december, med 16 mm nederbörd.